# Négar Djavadi
Négar Djavadi (nascida em 1969) é uma romancista, roteirista e cineasta iraniano - francesa, mais conhecida por seu romance de estréia, Desoriental (Désorientale) .
Nascida em Teerã, Djavadi e sua família se mudaram para a França logo após a Revolução Iraniana devido à oposição de seus pais ao aiatolá Ruhollah Khomeini . Ela estudou cinema no Institut national supérieur des arts du espectáculo et des técnicas de difusão, e trabalhou por vários anos como roteirista e diretora de cinema. Seu trabalho no cinema incluiu os curtas L'Espace désolé (1995), Entre les vagues (1997), Comédie classique (2001) e Jeanne, à petits pas... (2005), o longa 13 m² (2007) e o telefilme Né sous silent (2018).
Desorientale, seu romance de estreia, foi publicado em 2016, e Desoriental, sua tradução para o inglês por Tina Kover, foi publicada em 2018. A edição francesa original ganhou vários prêmios literários na França e na Bélgica, incluindo o Prix de L'Autre Monde, o Prix du Style, o Prix Emmanuel Roblès, o Prix Première, o Prix littéraire de la Porte Dorée e o Prix du Roman Notícias. Sua tradução para o inglês ganhou o Lambda Literary Award for Bisexual Fiction no 31º Lambda Literary Awards e o Van Cleef & Arpels Albertine Prize, e foi selecionado para o National Book Award for Translated Literature . Ele também foi escolhido pela italiana Elena Ferrante como um seu seus romances preferidos na lista publicada pelo Bookshop.org.